# Động vật biến đổi gen

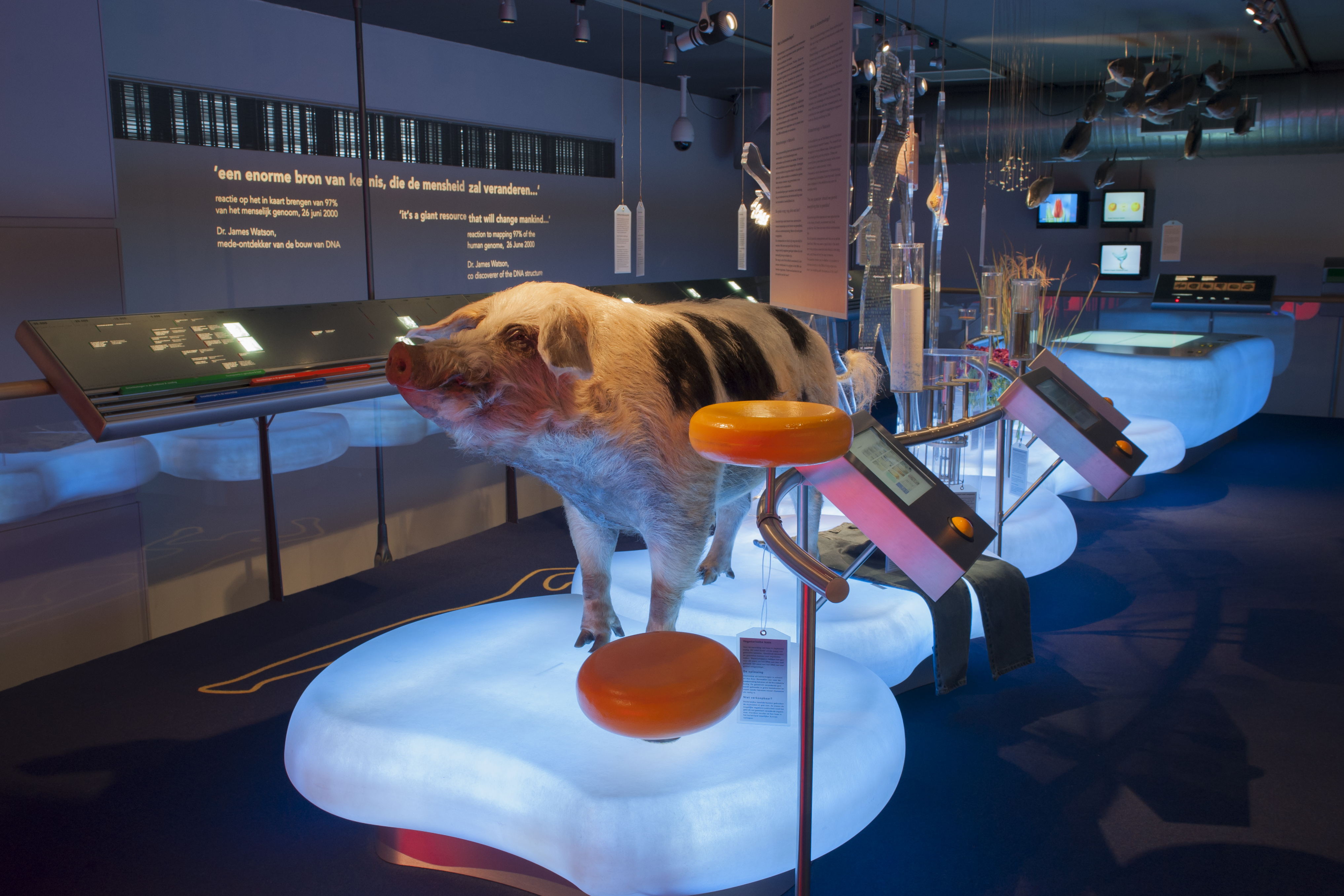
Một con lợn biến đổi gen ở phòng thí nghiệm

Động vật biến đổi gen (Genetically modified animal) hay còn gọi là động vật chuyển gen (transgenic animal) là những động vật thuộc nhóm sinh vật biến đổi gen do con người tạo ra để dùng vào mục đích nghiên cứu, thí nghiệm. Đây là những loài động vật được thay đổi cấu trúc DNA để tạo ra những sản phẩm theo ý muốn bằng cách đưa DNA của một loại vào DNA của vật nuôi khác. Động vật chuyển gen là những cá thể chứa các bản sao của một trình tự gen được thêm vào một cách nhân tạo. 

## Đại cương
Việc chuyển gen thành công nếu DNA trong nhiễm sắc thể của con vật nhận gen mà gen chuyển ổn định, động vật chuyển gen phải mang gen mới, khác giống, khác loài hoặc gen tái tổ hợp và được chuyển một cách có chủ đích. Công nghệ tạo động vật chuyển gen là một quá trình phức tạo bao gồm các bước chính như tách chiết, phân lập gen mong muốn và tạo tổ hợp gen biểu hiện trong tế bào động vật, tạo cơ sở vật liệu biến nạp gen; chuyển gen vào động vật; nuôi cấy phôi trong ống nghiệm, kiểm chứng động vật được sinh ra từ phôi chuyển gen; tạo nguồn động vật chuyển gen một cách liên tục và chuyển gen vào động vật.
Động vật biến đổi gen có thể được thực hiện theo nhiều phương pháp nhưng chủ yếu là theo ba kỹ thuật chính như vi tiêm; cải biến tế bào gốc phôi, thủ thuật knock out gen và chuyển gen vào động vật. GMO thường đề cập đến các cơ thể sinh vật mang các gen của một loài khác để tạo ra một dạng chưa hề tồn tại trong tự nhiên. Thực phẩm biến đổi gen trở thành chủ đề gây tranh cãi trên phạm vi toàn cầu. Một bộ phận trong giới khoa học lo ngại thực phẩm biến đổi gen có thể gây ra một số bất lợi như tăng nguy cơ dị ứng, làm nhờn kháng sinh, gây độc cho cơ thể con người.

## Sản phẩm
Viện Genomics Bắc Kinh (BGI), Trung Quốc, đã tạo ra một loại lợn siêu nhỏ. Nó không chỉ có kích thước bé tẹo mà còn có khả năng nhướn lông mày. Ban đầu, BGI không phải dùng công nghệ biến đổi gen để tạo ra những con heo nhỏ làm vật nuôi mà để phục vụ cho nghiên cứu tế bào gốc. Tuy nhiên, trong quá trình thực hiện, BGI lại cho ra đời giống lợn siêu nhỏ để làm vật cảnh, tạo quỹ nghiên cứu tế bào gốc, chính vì vậy những con vật nói trên được xem là sản phẩm phụ của dự án nghiên cứu về tế bào gốc.
Những con lợn chuyển gen siêu nhỏ này bán với giá 10.000 nhân dân tệ. Lợi nhuận trên đã khiến BGI tạo ra hai trại lợn chuyển gen. Những người ủng hộ thì cho rằng công nghệ biến đổi gen tốt hơn so với phương pháp nhân giống và bỏ đói để tạo ra những con lợn có kích thước siêu nhỏ. Trong khi đó những người phản đối thì cho rằng công nghệ biến đổi di truyền có thể gây đau đớn cho lợn và để lại hậu quả khó lường cho con vật lẫn môi trường vì chưa có đủ thời gian để kiểm chứng.
Các nhà khoa học Nhật Bản đã lai tạo thành công giống lợn có tên Popeye, y trang nhân vật cơ bắp trong phim hoạt hình cùng tên của Mỹ, bằng cách đưa các gen của rau bina (Spinach) hay còn gọi là rau chân vịt vào trứng của lợn nên thịt của nó có chất lượng như rau. Lợn Popeye có nạc nhiều mỡ, đặc biệt các loại mỡ bão hòa được chuyển hóa thành mỡ không bão hòa (linoleic acid).Những trứng lợn được cài DNA rau bina sau bước thụ thai sẽ được cấy vào dạ con của lợn mang thai hộ, tạo ra giống lợn mang gen của cây trồng.
Theo nữ tiến sĩ Akire Iritani giáo sư di truyền ở ĐH Kinki, người chủ trí nghiên cứu này thì lợn Popeye là động vật có vú đầu tiên mang gen của cây trồng. Sau khi ra đời nó khỏe mạnh và phát triển bình thường, không mắc các loại bệnh nan y nhưng thịt của nó lại có tác dụng tốt cho sức khỏe, tốt hơn thịt lợn bình thường. Đặc biệt các gen của cây trồng (gen thực vật) sẽ tạo ra những loại protein giống như tạo ra trong rau bina, nên những người ăn chay có thể dùng thịt lợn này thay cho thực đơn truyền thống.